# Aldersladum
Aldersladum is een geslacht van neteldieren uit de klasse van de Anthozoa (bloemdieren).

## Soorten
- Aldersladum jengi Benayahu & McFadden, 2011
- Aldersladum sodwanum (Benayahu, 1993)